# Kocioł (przełęcz)
Kocioł (831 m) – przełęcz w Gorcach, położona w długim grzbiecie biegnącym od Turbacza na zachód do Rabki-Zdroju. Znajduje się w nim pomiędzy szczytami Maciejowa (837 m) i Przysłop (852 m), na którym stoi bacówka na Maciejowej.
Przełęcz znajduje się na polanie Przysłop. Jej północny stok opada do doliny Słonki, w dolnej części stoku wypływa jeden z jej dopływów. Stok ten jest w dużym stopniu bezleśny, zajęty przez łąki. Stok południowy opada do dolinki potoku Worwów i jest całkowicie porośnięty lasem
Przełęcz znajduje się poza obszarem Gorczańskiego Parku Narodowego. Przebiega przez nią granica między wsią Ponice (część południowa) i Rabką Zdrój (część północna) w powiecie nowotarskim, województwie małopolskim.

## Szlaki turystyczne
Na przełęczy Kocioł krzyżują się dwa szlaki turystyczne; czerwony Główny Szlak Beskidzki i zielony z Rokicin Podhalańskich do Olszówki.
 odcinek: Rabka-Zdrój – Tatarów – Maciejowa – Przysłop – Bardo – Jaworzyna Ponicka – Pośrednie – Schronisko PTTK na Starych Wierchach – Groniki – Pudziska – Obidowiec – Rozdziele – Turbacz. Odległość 16,7 km, suma podejść 970 m, suma zejść 220 m, czas przejścia 5 godz. 35 min, z powrotem 4 godz. 50 min.
odcinek: Ponice – Świński Trubacz – polana Przysłop. Odległość 2,8 km, suma podejść 210 m, czas przejścia 1 godz., z powrotem 40 min
 polana Przysłop – Olszówka. Czas przejścia 1 godz. 15 min.
Przez polanę prowadzą również szlaki rowerowe.